# Eurico Gaspar Dutra
Eurico Gaspar Dutra, (Cuiabá, Mato Grosso 1883 - Rio de Janeiro 1974), fou un general brasiler, polític i President de Brasil del 1946 al 1951. La seva família era originària de les Açores.

## Biografia
Estudià a l'Escola Militar de Realengo de Río de Janeiro, fou nomenat general el 1932, i com a cap de la I Regió Militar sota el primer govern de Getúlio Vargas, el 1935 fou l'encarregat de reprimir una revolta comunista, raó per la qual fou ministre de Guerra del 1936 al 1945. També fou membre del cos expedicionari brasiler que lluità amb els aliats a la Segona Guerra Mundial.
Fou membre del Partit Social Democràtic i apostà per la democratització del país. El 1946 va succeir José Linhares com a president del Brasil. Va il·legalitzar el Partit Comunista del Brasil i va trencar les relacions diplomàtiques amb la Unió Soviètica, alhora que enfortia les relacions amb els Estats Units. Prohibí el joc i elaborà el programa SALTE (Saúde, Alimentação, Transporte e Energia), de caràcter desenvolupamentista, per tal de modernitzar les infraestructures del país, però fracassà i fou abandonat. Tot i així, se'l coneix també per iniciar les vies ferroviàries i de carreteres entre São Paulo i Rio de Janeiro. El 1951 deixà el càrrec i fou substituït un altre cop per Getúlio Vargas.
El 1964, després d'un cop militar contra João Goulart, intentà tornar a la presidència de Brasil, però el grup de militars que l'organitzaren preferiren imposar Humberto de Alencar Castelo Branco.